# Kajakarstwo na Letnich Igrzyskach Olimpijskich 2020 – K-1 1000 m mężczyzn
K-1 1000 metrów mężczyzn to jedna z konkurencji w kajakarstwie klasycznym rozgrywanych podczas Letnich Igrzysk Olimpijskich 2020. Kajakarze rywalizowali między 2 a 3 sierpnia na torze Sea Forest Waterway. 

## Terminarz
Wszystkie godziny są podane w czasie tokijskimm (UTC+09:00).
| Data            | Godzina |              |
| --------------- | ------- | ------------ |
| 2 sierpnia 2021 | 10:21   | Eliminacje   |
| 2 sierpnia 2021 | 12:37   | Ćwierćfinały |
| 3 sierpnia 2021 | 10:00   | Półfinały    |
| 3 sierpnia 2021 | 12:11   | Finały       |

## Wyniki

### Eliminacje
Dwóch najlepszych kajakarzy z każdego biegu awansowało do półfinału, pozostali awansowali do ćwierćfinałów.
Bieg 1
| Pozycja | Tor | Zawodnik          | Kraj                        | Czas     | Uwagi |
| ------- | --- | ----------------- | --------------------------- | -------- | ----- |
| 1.      | 5   | Josef Dostál      | Czechy                      | 3:37,342 | SF    |
| 2.      | 7   | Thomas Green      | Australia                   | 3:39,492 | SF    |
| 3.      | 4   | Artuur Peters     | Belgia                      | 3:41,967 |       |
| 4.      | 3   | Maksim Spiesiwcew | Rosyjski Komitet Olimpijski | 3:42,888 |       |
| 5.      | 6   | Simon McTavish    | Kanada                      | 3:43,512 |       |
| 6.      | 2   | Kohl Horton       | Wyspy Cooka                 | 4:24,679 |       |

Bieg 2
| Pozycja | Tor | Zawodnik        | Kraj                        | Czas     | Uwagi |
| ------- | --- | --------------- | --------------------------- | -------- | ----- |
| 1.      | 5   | Bálint Kopasz   | Węgry                       | 3:39,084 | SF    |
| 2.      | 4   | Agustín Vernice | Argentyna                   | 3:40,430 | SF    |
| 3.      | 6   | Samuele Burgo   | Włochy                      | 3:43,746 |       |
| 4.      | 3   | Étienne Hubert  | Francja                     | 3:45,072 |       |
| 5.      | 2   | Ali Aghamirzaei | Iran                        | 3:48,609 |       |
| 6.      | 7   | Roman Anoszkin  | Rosyjski Komitet Olimpijski | 3:50,580 |       |

Bieg 3
| Pozycja | Tor | Zawodnik                | Kraj       | Czas     | Uwagi |
| ------- | --- | ----------------------- | ---------- | -------- | ----- |
| 1.      | 5   | Fernando Pimenta        | Portugalia | 3:40,323 | SF    |
| 2.      | 4   | Peter Gelle             | Słowacja   | 3:42,131 | SF    |
| 3.      | 3   | Jean van der Westhuyzen | Australia  | 3:46,186 |       |
| 4.      | 2   | Guillaume Burger        | Francja    | 3:53,241 |       |
| 5.      | 6   | Vagner Souta            | Brazylia   | 3:57,178 |       |

Bieg 4
| Pozycja | Tor | Zawodnik           | Kraj     | Czas     | Uwagi |
| ------- | --- | ------------------ | -------- | -------- | ----- |
| 1.      | 5   | Aleh Jurenia       | Białoruś | 3:43,444 | SF    |
| 2.      | 4   | Bojan Zdelar       | Serbia   | 3:45,074 | SF    |
| 3.      | 3   | Lars Magne Ullvang | Norwegia | 3:47,253 |       |
| 4.      | 2   | Tuva'a Clifton     | Samoa    | 4:11,029 |       |
| 5.      | 6   | Amado Cruz         | Belize   | 4:13,080 |       |

Bieg 5
| Pozycja | Tor | Zawodnik       | Kraj                    | Czas     | Uwagi |
| ------- | --- | -------------- | ----------------------- | -------- | ----- |
| 1.      | 4   | Jacob Schopf   | Niemcy                  | 3:39,504 | SF    |
| 2.      | 2   | Ádám Varga     | Węgry                   | 3:39,650 | SF    |
| 3.      | 5   | Zhang Dong     | Chiny                   | 3:40,955 |       |
| 4.      | 3   | Saeid Fazloula | Reprezentacja Uchodźców | 3:52,631 |       |
| 5.      | 6   | Mohamed Mrabet | Tunezja                 | 4:02,148 |       |

## Ćwierćfinały
Dwaj najszybsi kajakarze z każdego ćwierćfinału awansowali do półfinału, pozostali odpadli z dalszej rywalizacji.
Bieg 1
| Pozycja | Tor | Zawodnik          | Kraj                        | Czas     | Uwagi |
| ------- | --- | ----------------- | --------------------------- | -------- | ----- |
| 1.      | 3   | Maksim Spiesiwcew | Rosyjski Komitet Olimpijski | 3:44,136 | SF    |
| 2.      | 5   | Zhang Dong        | Chiny                       | 3:44,269 | SF    |
| 3.      | 2   | Vagner Souta      | Brazylia                    | 3:52,402 |       |
| 4.      | 6   | Ali Aghamirzaei   | Iran                        | 3:52,834 |       |
| 5.      | 4   | Tuva'a Clifton    | Samoa                       | 4:21,301 |       |
| 6.      | 7   | Kohl Horton       | Wyspy Cooka                 | 4:39,138 |       |

Bieg 2
| Pozycja | Tor | Zawodnik         | Kraj                        | Czas     | Uwagi |
| ------- | --- | ---------------- | --------------------------- | -------- | ----- |
| 1.      | 4   | Artuur Peters    | Belgia                      | 3:45,712 | SF    |
| 2.      | 5   | Samuele Burgo    | Włochy                      | 3:45,993 | SF    |
| 3.      | 2   | Roman Anoszkin   | Rosyjski Komitet Olimpijski | 3:46,576 |       |
| 4.      | 6   | Simon McTavish   | Kanada                      | 3:52,467 |       |
| 5.      | 3   | Guillaume Burger | Francja                     | 3:52,817 |       |
| 6.      | 7   | Amado Cruz       | Belize                      | 4:15,262 |       |

Bieg 3
| Pozycja | Tor | Zawodnik                | Kraj                    | Czas     | Uwagi |
| ------- | --- | ----------------------- | ----------------------- | -------- | ----- |
| 1.      | 5   | Jean van der Westhuyzen | Australia               | 3:46,104 | SF    |
| 2.      | 6   | Étienne Hubert          | Francja                 | 3:46,274 | SF    |
| 3.      | 4   | Lars Magne Ullvang      | Norwegia                | 3:49,830 |       |
| 4.      | 3   | Saeid Fazloula          | Reprezentacja Uchodźców | 3:52,614 |       |
| 5.      | 7   | Mohamed Mrabet          | Tunezja                 | 3:56,325 |       |

## Półfinały
Czterech najszybszych kajakarzy z każdego półfinału awansowało do finału A. Pozostali awansowali do finału B.
Półfinał 1
| Pozycja | Tor | Zawodnik       | Kraj     | Czas     | Uwagi |
| ------- | --- | -------------- | -------- | -------- | ----- |
| 1.      | 5   | Bálint Kopasz  | Węgry    | 3:24,558 | FA    |
| 2.      | 4   | Josef Dostál   | Czechy   | 3:25,387 | FA    |
| 3.      | 3   | Jacob Schopf   | Niemcy   | 3:25,586 | FA    |
| 4.      | 1   | Zhang Dong     | Chiny    | 3:26,246 | FA    |
| 5.      | 7   | Artuur Peters  | Belgia   | 3:26,773 | FB    |
| 6.      | 8   | Étienne Hubert | Francja  | 3:27,319 | FB    |
| 7.      | 2   | Peter Gelle    | Słowacja | 3:28,255 | FB    |
| 8.      | 6   | Bojan Zdelar   | Serbia   | 3:29,525 | FB    |

Półfinał 2
| Pozycja | Tor | Zawodnik                | Kraj                        | Czas     | Uwagi |
| ------- | --- | ----------------------- | --------------------------- | -------- | ----- |
| 1.      | 5   | Fernando Pimenta        | Portugalia                  | 3:22,942 | FA    |
| 2.      | 2   | Ádám Varga              | Węgry                       | 3:23,634 | FA    |
| 3.      | 3   | Thomas Green            | Australia                   | 3:26,955 | FA    |
| 4.      | 6   | Agustín Vernice         | Argentyna                   | 3:24,734 | FA    |
| 5.      | 8   | Samuele Burgo           | Włochy                      | 3:25,673 | FB    |
| 6.      | 4   | Aleh Jurenia            | Białoruś                    | 3:27,323 | FB    |
| 7.      | 7   | Maksim Spiesiwcew       | Rosyjski Komitet Olimpijski | 3:27,372 | FB    |
| 8.      | 1   | Jean van der Westhuyzen | Australia                   | 3:28,287 | FB    |

## Finały

### Finał B
| Pozycja | Tor | Zawodnik                | Kraj                        | Czas     | Uwagi |
| ------- | --- | ----------------------- | --------------------------- | -------- | ----- |
| 9.      | 4   | Samuele Burgo           | Włochy                      | 3:26,169 |       |
| 10.     | 5   | Artuur Peters           | Belgia                      | 3:26,781 |       |
| 11.     | 8   | Jean van der Westhuyzen | Australia                   | 3:26,955 |       |
| 12.     | 6   | Aleh Jurenia            | Białoruś                    | 3:27,190 |       |
| 13.     | 2   | Maksim Spiesiwcew       | Rosyjski Komitet Olimpijski | 3:27,190 |       |
| 14.     | 7   | Peter Gelle             | Słowacja                    | 3:28,240 |       |
| 15.     | 3   | Étienne Hubert          | Francja                     | 3:31,553 |       |
| 16.     | 1   | Bojan Zdelar            | Serbia                      | 3:31,689 |       |

### Finał A
| Pozycja | Tor | Zawodnik         | Kraj       | Czas     | Uwagi |
| ------- | --- | ---------------- | ---------- | -------- | ----- |
| złoto   | 5   | Bálint Kopasz    | Węgry      | 3:20,643 |       |
| srebro  | 6   | Ádám Varga       | Węgry      | 3:22,431 |       |
| brąz    | 4   | Fernando Pimenta | Portugalia | 3:22,478 |       |
| 4.      | 7   | Jacob Schopf     | Niemcy     | 3:22,554 |       |
| 5.      | 3   | Josef Dostál     | Czechy     | 3:26,610 |       |
| 6.      | 1   | Zhang Dong       | Chiny      | 3:28,103 |       |
| 7.      | 2   | Thomas Green     | Australia  | 3:28,360 |       |
| 8.      | 8   | Agustín Vernice  | Argentyna  | 3:28,503 |       |